# Јужа
Јужа (рус. Южа) град је у Русији у Ивановској области. Према попису становништва из 2010. у граду је живело 14170 становника.

## Становништво
| 1939.  | 1959.  | 1970.  | 1979.  | 1989.  | 2002.  | 2010.  |
| ------ | ------ | ------ | ------ | ------ | ------ | ------ |
| 21.586 | 23.066 | 23.843 | 22.099 | 20.892 | 15.636 | 14.170 |